# (18946) Massar
(18946) Massar (2000 QM75) – planetoida z pasa głównego asteroid okrążająca Słońce w ciągu 5,33 lat w średniej odległości 3,05 j.a. Odkryta 24 sierpnia 2000 roku.